# Rassemblement Bleu Marine
El Rassemblement Bleu Marine (RBM) és una coalició política francesa de partits sobiranistes, amb vocació electoral, anunciada per Marine Le Pen el 24 de març de 2012 a París en el congrés fundacional del partit Sobirania, Identitat i Llibertats (SIEL), i llançat oficialment el 8 de març l'any següent. L'associació va ser donada d'alta formalment a la prefectura dels Alts del Sena el 3 de novembre de 2012. Era presidida per Marine Le Pen i el secretari general era Gilbert Collard.
Aquesta coalició va ser fundada en el marc de la campanya per a les eleccions legislatives de 2012 pel Front Nacional (FN) de Marine Le Pen, al costat en particular del SIEL de Paul-Marie Costeaux, l'Entente Republicane (ER) de Jacques Peyrat, de Rassemblement républicain de Jean-Yves Narquin, i amb el suport (sense participació) Parti de l'in-nocence de Renaud Camus. En el marc de les eleccions legislatives de 2012, el Rassemblement Bleu Marine va obtenir dos diputats: Marion Maréchal-Le Pen, a Vaucluse, i Gilbert Collard, al Gard. Quan el 2013 es va crear el partit Patrie et citoyenneté (PeC) presidit per Bertrand Dutheil de La Rochère, antic chevènementista, es va unir a la coalició i es va convertir en el seu tresorer.
A principis del 2016, diverses personalitats del moviment van anunciar la seva dissolució. El SIEL, l'únic partit a part de l'FN que va tenir vida militant, va abandonar l'RBM el novembre del mateix any. Després de les eleccions legislatives de 2017, la RBM va cessar tota activitat política.